# Sanctuaire Madonna de la Bocciola
Le sanctuaire Madonna de la Bocciola se trouve dans la commune d'Ameno, province de Novare, en Italie.
Ce sanctuaire s’élève là où la tradition dit qu'il y eut un miracle : en 1543 la Vierge apparaît à un jeune bergère, Giulia Manfredi, en lui disant qu'elle protègerait le village si les habitants lui consacrent le samedi après-midi et le dimanche.
L'église évolua jusqu'à l'actuelle structure moderne néo-classique

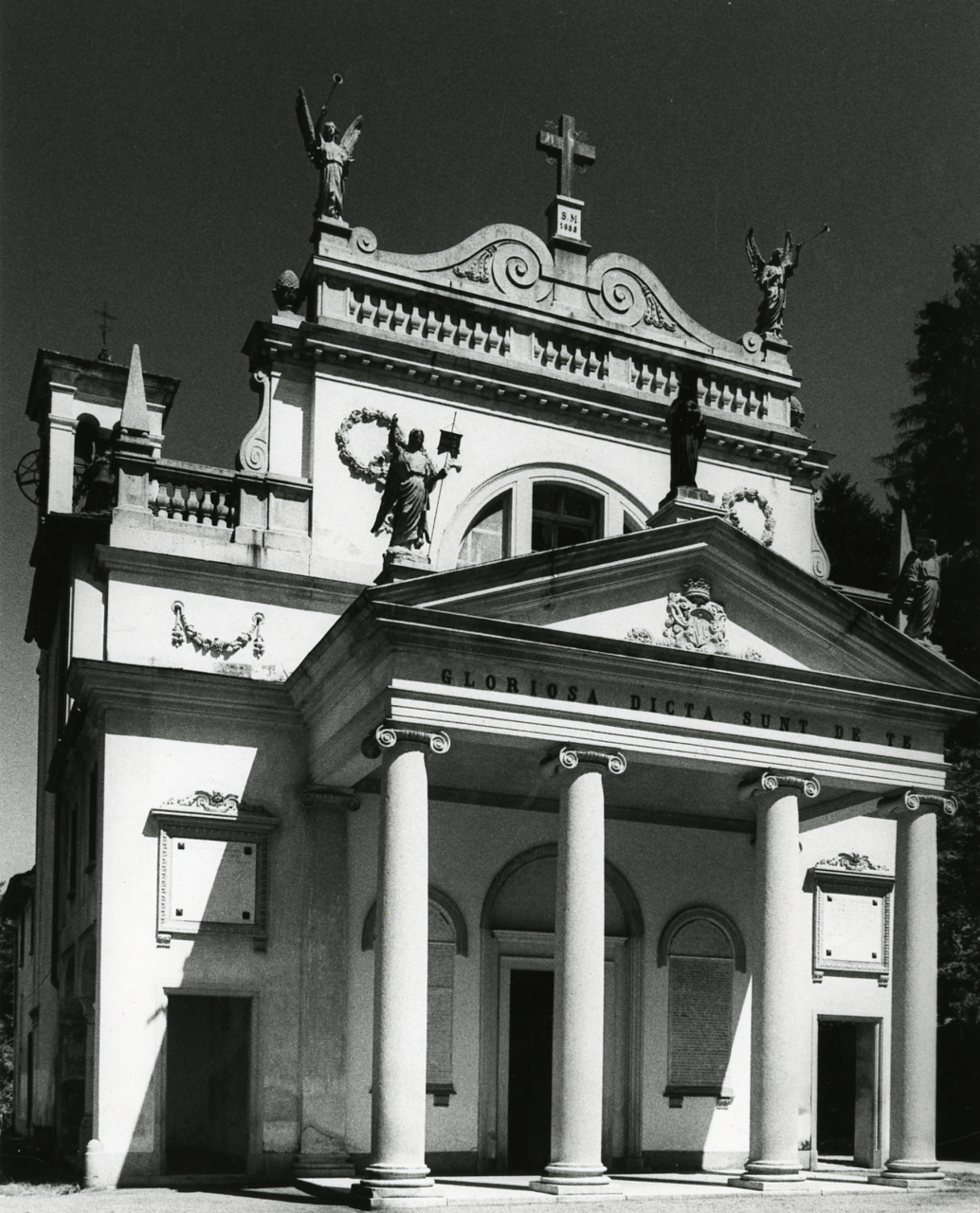
Photo par Paolo Monti